# RD-215

Visão esquemática do motor RD-216

O RD-215 (GRAU Index 8D513) foi um motor de foguete de combustível líquido queimando AK-27I (uma mistura de 73% de ácido nítrico e 27% de N2O4 + iodo como passivante) e UDMH. Ele foi usado num módulo de dois motores (quatro bocais), conhecido como RD-216 (GRAU Index 8D514). O RD-215 foi desenvolvido pelo OKB-456 para o projeto do míssil de teatro de operações R-14 (8K65), de Yangel na Yuzhmash. Suas variações foram usadas também nos veículos lançadores  Kosmos-1, Kosmos-3 e Kosmos-3M.  
O RD-215 gera um empuxo de 887 kN, pressão na câmara de 7,3 MPa, Isp de 246 s, comprimento de 2,2 m, diâmetro de 2,2 m e peso vazio de 575 kg.

## Versões
Estas são algumas das versões:
- RD-215: GRAU Index 8D513. Versão original para o míssil R-14 (8K65). Também usado no Kosmos-1 e Kosmos-3[1][7]
- RD-215U: GRAU Index 8D513U. Versão melhorada do motor para o R-14U (8K65U).[7]
- RD-215M: GRAU Index 8D513M. Versão melhorada do motor para o Kosmos-3M.[7]
- RD-217: GRAU Index 8D515. Versão modificada para o primeiro estágio do R-16 (8K64).
- RD-219: GRAU Index 8D713. Versão modificada para o segundo estágio do  R-16 (8K64).

## Módulos
Esse são os módulos produzidos agrupando pares do motor:
- RD-216: GRAU Index 8D514. Agrupamento de dois RD-215, usado no primeiro estágio do R-14 (8K65), do Kosmos-1 e do Kosmos-3.[1][7]
- RD-216U: GRAU Index 8D514U. Agrupamento de dois RD-215U, usado no primeiro estágio do R-14U (8K65U).[7]
- RD-216M: GRAU Index 8D514M. Agrupamento de dois RD-215M, usado no primeiro estágio do Kosmos-3M.[7]
- RD-218: GRAU Index 8D712. Agrupamento de três RD-217, usado no primeiro estágio do R-16 (8K64).